# Port Royal (Album)
Port Royal ist das vierte Studioalbum der deutschen Heavy-Metal-Band Running Wild. Es erschien 1988 und vertiefte den auf dem vorigen Album „Under Jolly Roger“ vollzogenen Imagewechsel hin zu historischen Themen, allen voran Piraten. Außerdem begründete das Album mit einer verkauften Auflage von über 50.000 Stück den kommerziellen Erfolg der Band, der sich in den folgenden Jahren noch verstärkte und sich in hohen Charteinstiegen und Singleerfolgen niederschlug.
Der Albentitel bezieht sich auf die jamaikanische Hafenstadt Port Royal, die im 17. Jahrhundert als Hochburg der Piraterie galt.

## Entstehung
Im Vorfeld der Aufnahmen änderte die Band ihre Besetzung. Die Rhythmussektion, bestehend aus Stephan Boriss am Bass und Wolfgang „Hasche“ Hagemann am Schlagzeug, verließ die Band. An ihre Stelle traten Jens Becker und Stefan Schwarzmann.
Die Aufnahmen fanden 1988 in den Sky Trak Studios in Berlin statt. Das Album erschien am 26. September 1988 über Noise Records auf CD und LP. 1989 erschien eine Ausgabe auf MC, 2007 eine remasterte CD-Fassung.
Das Plattencover orientiert sich erneut an der Piratenthematik. Diesmal sind die Bandmitglieder zeichnerisch als Piraten dargestellt und sitzen an einem Tisch in einer Hafenkneipe. Über dem Kamin hängt an der Wand eine Piratenflagge, inmitten der Band sitzt auch das Bandmaskottchen „Adrian“, das hier mit Dreispitz und Uniform zum Piratenkapitän stilisiert wurde.
Die Tournee zu „Port Royal“ wurde von der Band Angel Dust begleitet. Vor der Veröffentlichung des Albums verließ Stefan Schwarzmann die Band Richtung U.D.O. und wurde durch den Briten Iain Finlay ersetzt, deshalb wurde er bei der Platte auch schon als festes Mitglied aufgeführt und war auch auf dem Back-Cover mit einem Foto abgebildet – auf dem Plattencover allerdings war noch Schwarzmann zu sehen, da das Artwork lange vor der Fertigstellung des Albums entworfen wurde.

## Titelliste
1. Intro – 0:50
2. Port Royal – 4:12
3. Raging Fire – 3:28
4. Into the Arena – 3:59
5. Uaschitschun – 4:53
6. Final Gates – 3:00
7. Conquistadores – 4:50
8. Blown to Kingdom Come – 3:19
9. Warchild – 3:01
10. Mutiny – 4:28
11. Calico Jack – 8:15

Port Royal wurde von Rolf Kasparek, Jens Becker und Michael Kupper komponiert. Kasparek und Kupper schrieben auch Calico Jack zusammen. Into the Arena und Blown to Kingdom Come gehen alleine auf das Konto von Kupper, Final Gates stammt von Jens Becker. Alle übrigen Lieder wurden von Rolf Kasparek komponiert, wobei sich Stefan Schwarzmann bei der Hälfte dieser Lieder – Warchild, Mutiny und Raging Fire – an der Verfassung der Lyrics beteiligte.

## Bedeutungen einiger Lieder
- „Port Royal“ beschreibt das freizügige Treiben in der von Piraten frequentierten Hafenstadt Port Royal. Im zugehörigen „Intro“ ist zu hören, wie wohl in der auf dem Cover dargestellten Kneipe der Refrain des Liedes „Under Jolly Roger“ vom gleichnamigen Vorgängeralbum gesungen wird.
- „Raging Fire“ berichtet von einer Revolution gegen ein diktatorisches Regime.
- „Into the Arena“ prangert Verbrechen der christlichen Kirche im Mittelalter an. Ähnliches gilt für „Conquistadores“, hier wird die christliche Motivation der Konquistadoren bei der Eroberung Südamerikas in Frage gestellt.
- „Uaschitschun“ handelt in ähnlicher Weise von Verbrechen gegen die indianische Urbevölkerung der USA. Dem Lied nachgestellt ist ein Sprichwort, das entweder dem Indianerhäuptling Seattle oder den Cree-Indianern zugeschrieben wird (vgl. Weissagung der Cree). Allerdings wurde das Zitat aus dem Deutschen ins Englische zurückübersetzt:

„Only when the last tree has been felled, the last fish caught, the last river poisoned, you know that man cannot eat money.“

„Erst wenn der letzte Baum gefällt, der letzte Fisch gefangen und der letzte Fluss vergiftet ist, werdet ihr feststellen, dass man Geld nicht essen kann.“

- „Final Gates“ ist ein überleitendes Instrumentalstück.
- „Blown to Kingdom Come“ vermutet Habgier und Profitsucht als Motivation hinter allen Kriegen der Menschheitsgeschichte.
- „Warchild“ handelt von Kindersoldaten. Kurioserweise gab es bereits auf der ersten Demo der Band ein Lied dieses Namens, welches mit dem auf „Port Royal“ zu hörenden Song aber nur den Inhalt gemeinsam hat.
- „Calico Jack“ erzählt das Leben des historischen Piraten „Calico Jack“ Rackham.

## Rezeption
Nach dem vielerorts enttäuscht aufgenommenen „Under Jolly Roger“ erhielt „Port Royal“ wieder positiver ausfallende Kritiken. Im Rock Hard lobte Thomas Kupfer das Album als wesentlich abwechslungsreicher:

„Running Wild haben zweifelsohne neue Wege beschritten, was sich an Rock 'n' Rolfs stark verbessertem Gesang und der guten Gitarrenarbeit unschwer erkennen läßt, haben aber trotzdem nicht den Fehler begangen, dem vor Jahren eingeschlagenen Musikstil den Rücken zuzukehren.“

Kritisiert wurde aber die Covergestaltung („Es würde mich nicht wundern, wenn Heavy Metal-unerfahrene Plattenverkäufer die Scheibe in die Märchenecke stellen.“), trotzdem schloss die Rezension mit einer Wertung von 7,5/10 Punkten.
Auch spätere Betrachtungen des Albums loben das Album als konsequente Weiterentwicklung des Stils, aber noch nicht voll ausgereift. So schrieb Herbert Chwalek in seiner Rezension, veröffentlicht beim Webzine Powermetal.de:

„Rock 'n' Rolf war schon damals stur und hielt mit dem Nachfolger „Port Royal“ eisern am Piratenkonzept fest. Und musikalisch war das Album definitiv der Schritt in die richtige Richtung. [...] Bleibt als Fazit, dass „Port Royal“ zwar kein Klassiker der Bandgeschichte ist, aber aufgrund der genannten drei Großtaten („Port Royal“, „Conquistadores“ und „Calico Jack“) zweifelsfrei in jede Sammlung eines echten Running-Wild-Fans gehört.“

Zu den auch Jahrzehnte später noch live gespielten Liedern des Albums gehört vor allem „Uaschitschun“, von dem sich noch auf dem 2002 aufgenommenen und „Live“ betitelten Album ein Mitschnitt fand. Auf dem 2003 erschienenen Best-of-Album „20 Years in History“ finden sich von diesem Album der Titelsong und „Conquistadores“.
Eine Neuaufnahme des Liedes „Uaschitschun“ war 1992 für die nie erschienene Single „Sinister Eyes“ vorgesehen und wurde nachträglich 1999 als Bonustrack der Neuauflage von „Pile of Skulls“ erstmals veröffentlicht.